# Rafalus stanislawi
Rafalus stanislawi är en spindelart som beskrevs av Prószynski 1999. Rafalus stanislawi ingår i släktet Rafalus och familjen hoppspindlar. Inga underarter finns listade i Catalogue of Life.